# Spoorlijn Graffenstaden - Strasbourg-Neudorf
De Spoorlijn Graffenstaden - Strasbourg-Neudorf is een Franse spoorlijn van Geispolsheim naar Straatsburg. De lijn is 5,2 km lang en heeft als lijnnummer 141 000.

## Geschiedenis
Het gedeelte tussen Strasbourg Koenigshoffen en Strasbourg-Neudorf werd geopend op 15 mei 1935 door de Administration des chemins de fer d'Alsace et de Lorraine. Hierbij werd gedeeltelijk gebruik gemaakt van het oude tracé van de spoorlijn Strasbourg-Ville - Strasbourg-Port-du-Rhin die oorspronkelijk via Strasbourg-Koenigshoffen liep. In 1968 werd de verbinding naar Graffenstaden gerealiseerd door de Société nationale des chemins de fer français. Het gedeelte tussen kilometer 4,2 en Strasbourg-Koenigshoffen werd daarmee lijn 141 306. 

## Treindiensten
De lijn is alleen in gebruik voor goederenvervoer.

## Aansluitingen
In de volgende plaatsen is of was er een aansluiting van de volgende spoorlijnen:
Graffenstaden
RFN 115 000, spoorlijn tussen Strasbourg-Ville en Saint-Louis
RFN 138 000, spoorlijn tussen Graffenstaden en Hausbergen
Strasbourg-Neudorf
RFN 142 000, spoorlijn tussen Strasbourg-Ville en Strasbourg-Port-du-Rhin
RFN 141 306, raccordement tussen Strasbourg-Neudorf en Strasbourg-Koenigshoffen
RFN 143 000, havenspoorlijn Straatsburg

## Elektrische tractie
Het traject werd in 1968 geëlektrificeerd met een spanning van 25.000 volt 50 Hz wisselstroom. 

## Galerij

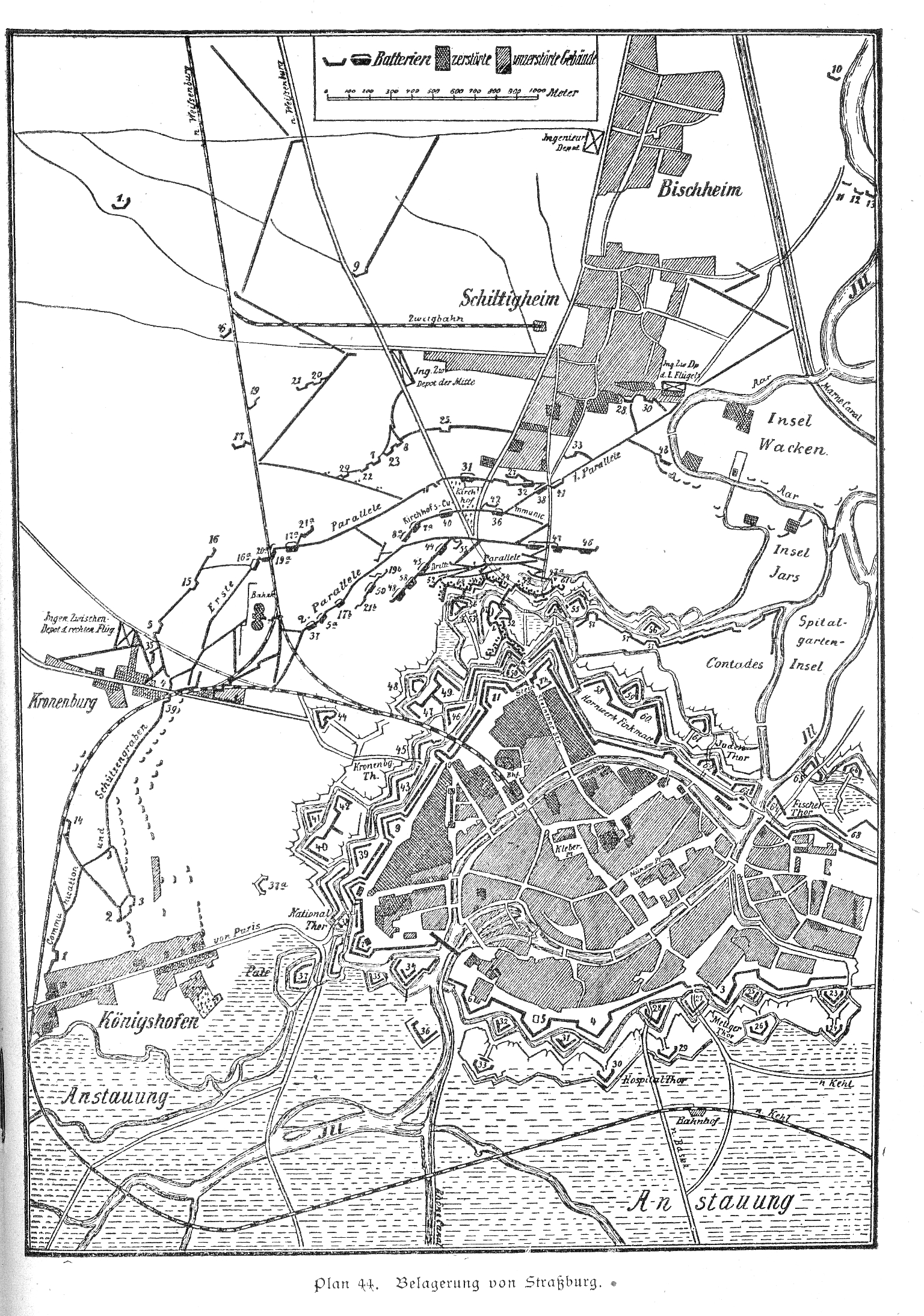
De spoorsituatie rond Straatsburg in 1870.